# Staffan Hellberg
Staffan Hellberg, född 1942 i Småland, är professor emeritus i nordiska språk vid Stockholms universitet.
Tillsammans med Ulf Teleman och Erik Andersson är han författare till Svenska Akademiens grammatik (SAG).
Hellberg är ledamot i Vitterhetsakademien. Han har även varit ledamot av styrelsen för Folkuniversitetet Väst, under en period dess ordförande, ledamot av Folkuniversitetets förbundsstyrelse 1968-91 och 2008-18, ordförande i Sveriges universitetslärarförbund (SULF) och ledamot av styrelsen och arbetsutskottet i Svenska Afghanistankommittén.

## Priser och utmärkelser
- 1987 Erik Wellanders språkvårdspris
- 1997 Margit Påhlsons pris
- 2011 Svenska Akademiens språkforskarpris